# 林忠明
林 忠明（はやし ただあき、1920年1月2日 - 2017年8月29日）は、神奈川県秦野市出身の元卓球選手。

## 経歴
12歳のときに卓球を始めた。1940年に汎太平洋卓球大会の日本代表に選ばれて国際試合に出場したが、太平洋戦争の勃発で歩兵部隊の幹部として満州や南方戦線を転戦した。
復員後、1946年に全日本軟式で優勝、1950年には全日本卓球選手権のシングルスで優勝、日本初参加となった1952年にインドのボンベイで行われた世界卓球選手権で藤井則和とのペアで男子ダブルス優勝している。このとき渡航費用として40万円がかかったが半分の20万円は自己負担したという。
晩年は荒川区で卓球用品の会社を経営していた。
2017年8月29日逝去。

## 主な戦績
- 1948年　全日本卓球選手権　男子ダブルス　優勝
- 1950年　全日本卓球選手権　男子シングルス　優勝
- 1952年　世界卓球選手権　男子ダブルス　優勝

## プレースタイル
カット打ちの名手であった。